# Glossop North End Association Football Club
Il Glossop North End Association Football Club è una società calcistica inglese con sede a Glossop, Derbyshire.

## Storia
Nella stagione 1898-1899 ha partecipato per la prima volta nella sua storia alla seconda divisione inglese, terminando il campionato al secondo posto in classifica e conquistando la promozione: ha poi partecipato una sola volta al massimo campionato inglese (stagione 1899-1900), giungendo ultimo con 18 punti. Dal 1900 al 1915 ha invece disputato quindici campionati consecutivi in seconda divisione. In questi anni ottiene inoltre il suo miglior risultato di sempre in FA Cup, venendo eliminato dopo un replay al quarto turno della FA Cup 1908-1909.
Dalla ripresa dei campionati dopo la fine della prima guerra mondiale il club ha giocato esclusivamente in campionati semiprofessionistici o dilettantistici; nelle stagioni 2008-2009 e 2014-2015 ha raggiunto la finale di FA Vase.

## Palmarès

### Competizioni regionali
- North West Counties Football League: 1

2014-2015
- Manchester Football League: 1

1927-1928
- Manchester Premier Cup: 2

1996-1997, 1997-1998
- Derbyshire Senior Cup: 1

2000-2001

### Altri piazzamenti
- Midland Football League:

Secondo posto: 1896-1897